# 迈克尔·肯尼
迈克尔·肯尼（英語：Michael Kenny，1964年6月19日—），新西兰男子拳击运动员。他曾代表新西兰参加1990年英联邦运动会拳击比赛，获得男子91公斤级金牌。他也曾参加1984年夏季奥运会。